# Can Maret Lleter
Can Maret Lleter és una masia de Salt (Gironès) protegida com a bé cultural d'interès local.

## Descripció
És una masia aïllada de planta i dos pisos amb diferents cossos annexos (alguns d'obra nova), amb còdols rierencs a totes les façanes i diverses pedres ben tallades a les cantonades. A la façana principal es troba una terrassa o accés amb un mur de pedra i portal de ferro a l'oest. S'accedeix a la casa per un portal de llinda plana amb muntants de pedra ben tallada igual que les obertures del primer pis. Destaca la porta de la façana que dona accés a la terrassa amb llinda esculpida de 1732 i un rellotge de sol esgrafiat en molt mal estat.
A la banda oest es troben dos contraforts de poca alçada i una porta tapiada. Al primer pis de la façana oest hi ha tres finestres amb muntants de pedra ben tallades tapiades (una amb llinda gòtica i ampit més treballat). A la banda nord, de nou es troben contraforts de poca alçada fets amb còdols rierencs.